# Paul Leriche
Paul Leriche, né le 20 octobre 1876 à Roanne et mort le 2 août 1927 à Lyon est un peintre français.

## Biographie
Paul Leriche est le fils d'Ernest Leriche, avoué à Roanne et de Marie Chamussy. Auguste Marie 'Paul' est l'aîné de leurs sept enfants. Il est le frère du sculpteur Marc Leriche et du chirurgien René Leriche. 
Le 11 septembre 1901, à Lyon 5e, il épouse Marie Wiess .
Il travaille comme administrateur d’immeubles, mais il consacre son temps libre à la peinture. C'est un peintre paysagiste, amateur, qui montre de grandes qualités artistiques selon Mermillon.
Il expose au Salon d'automne de Lyon jusqu'en 1923. 
Il fait partie du groupe lyonnais Les Ziniars dont il est un membre actif. 
En 1925, il participe à la fondation du Salon du Sud-Est.
Il meurt à Lyon, le 2 août 1927.
En 1931, quatre ans après sa mort, une rétrospective a lieu au Salon du Sud-Est où sont exposées 32 peintures et 21 aquarelles. 